# San Gavino
San Gavino, cioè "abitante di Gabii", antica località presso Roma (Lazio, III secolo – Porto Torres, 25 ottobre 303), venerato come santo dalla Chiesa cattolica, fu probabilmente un soldato romano vissuto al tempo dell'imperatore Diocleziano, martirizzato per la fede cristiana su ordine del preside di Sardegna e Corsica di nome Barbaro.

## San Gavino tra storia e leggenda
La vicenda del martire turritano, legata indissolubilmente a quella degli altri due santi ai quali è sempre accompagnato, Proto vescovo e Gianuario (o Gennaro) diacono, è narrata in due passiones di epoca medievale.
La prima "passio", risalente al XII secolo, è inserita nel più ampio racconto "Leggenda di San Saturnino", nella quale si trovano i racconti dei martiri sardi. Scritta a Cagliari da un monaco vittorino, espone in modo sobrio ed essenziale la passione dei tre santi:
Ben diversa la seconda Passio, la cui redazione è collocata dagli studiosi alla metà del XIII secolo. A differenza della prima, in questo testo prevale la figura del soldato Gavino, e numerosi sono gli elementi tipici dell'agiografia medievale. Il racconto del martirio è distribuito in nove letture per l'uso fattone nella recita del Mattutino monastico, ma la Passio vera e propria va dalla II all'VIII.
III) Udendo la loro risposta, il preside si adirò, e ordinò che il beato Proto, vescovo, fosse subito mandato in esilio. Fu, dunque, deportato, solo, nell'isola denominata Cornicularia, e ivi fu tenuto in carcere. Invece fece rimanere con sé il beato Gianuario per fargli mutare idea con qualche piacere e ingannevole persuasione. Ma il fortissimo soldato di Cristo, come non aveva temuto i tormenti, così disprezzò le sue lusinghe, e in nessun modo poté essere ritratto dalla fede di Cristo. Preso consiglio di andare in Sardegna, l'infelice Barbaro ordinò di preparare la nave; e messosi in nave, arrivò al porto turritano e discese nella città, riconducendo con sé il beato Gianuario. Intanto il beato Proto, custodito nell'isola, giorno e notte glorificava Dio con salmi, inni e cantici spirituali, pregando il Signore Gesù che si degnasse governare e santificare la sua chiesa e convertire tutte le nazioni del mondo al culto della sua fede, desiderando di rivedere il beato Gianuario e con lui ricevere la corona del martirio. Dopo queste cose, il preside, mandati i suoi ministri all'isola Cornicularia, ordinò che riportassero san Proto alla città.
IV) Un certo giorno, il preside, sedendo in tribunale disse agli astanti: «Impegnato per ufficio in affari governativi, non potrei occuparmi a fondo di quei cristiani in Corsica. Ora è tempo che me ne occupi qui nella loro patria. Fateli venire al mio cospetto». E furono condotti alla sua presenza Proto e Gianuario. Allora il preside disse a Proto: «Provato dall'afflizione del tuo esilio, almeno ora riconosci che gli imperatori romani sono invittissimi, e impara ad obbedire alla loro volontà. Perciò ti do un buon consiglio: avvicinati e sacrifica agli dèi con grande onore.» Allora il beato Proto, pieno di Spirito Santo disse: «Noi sempre ti amiamo di vero cuore, pensiamo di toglierti dall'errore della tua cecità e desideriamo di convertirti alla vera fede del Redentore del mondo se vorrai prestare ascolto ad un sincero consiglio. Altrimenti tieni per certo che non potrai mutare dal suo stato la nostra fede fondata sopra la ferma pietra, così che abbandonando Dio vivo e vero, tu ci costringa a sacrificare alle tue pietre e ai demoni. Poiché di quegli idoli è scritto a vostra vergogna: diventino come loro quelli che li fanno e tutti quelli che confidano in essi. Invece il nostro Redentore dice il medesimo profeta: e lo adoreranno tutti i re, tutte le genti lo serviranno. E quasi spiegandone il motivo aggiunge: perché ha liberato dal diavolo il povero e il misero che non aveva soccorso. Egli, per farci partecipi della sua divinità alla fine dei secoli, nacque, vero uomo, da una vergine, e volontariamente patì per la nostra salvezza, sotto Ponzio Pilato, morì e fu sepolto, spogliò l'inferno e, risorgendo il terzo giorno, apparve ai discepoli, mostrando la sua immortalità, salì al cielo, e sedendo alla destra del Padre, dispose le sorti di tutto il mondo, e ritornerà nel giorno del giudizio a giudicare i vivi e i morti e rendere a ciascuno secondo le sue opere: ai suoi santi darà i premi della vita eterna, al diavolo e ai suoi seguaci l'incendio del fuoco eterno.» Il preside, non sapendo cosa rispondere a queste ragioni, comandò che fosse tolto via dal suo cospetto; e chiamato vicino a sé Gianuario, e abbracciandolo dolcemente, lo fece sedere vicino ai suoi piedi e cominciò a parlargli con voce sommessa: «O amatissimo giovane, perché perdi la bellezza della tua persona e il fiore della tua dolcissima giovinezza? Credi a me, sacrifica agli dei; dà retta ai nostri consigli, e starai con grande onore fra i primi del suo palazzo. Che se proprio non vorrai darmi ascolto, vi farò morire ambedue con diverse pene e tormenti.» Gli rispose Gianuario: «Non faccio alcun conto dei tuoi tormenti perché aspetto la corona promessa dal mio Redentore. Ma poiché vedo che la tua mente resta nel fiele dell'amarezza e nel consiglio diabolico, fa quello che vuoi.» Allora Barbaro acceso d'ira, comandò che fossero sospesi sull'eculeo e scarnificati con unghie di ferro, affinché, ravveduti per il dolore, offrissero sacrifici agli idoli.
V) Barbaro, vedendo che le loro menti erano del tutto irremovibili, e fra gli stessi tormenti esultavano di gioia, comandò di deporli e dar loro tempo. Li consegnò ad un certo soldato di nome Gavino perché li custodisse in una rigorosa prigione. Mentre Gavino li conduceva in carcere, i santi martiri salmeggiavano dicendo: «Eleviamo i nostri occhi ai monti, da dove ci viene l'aiuto; il nostro aiuto viene dal Signore che ha fatto il cielo e la terra.» Mentre essi salmeggiavano, Gavino ascoltava la loro salmodia con orecchi attenti. Nell'avvicinarsi al carcere, Gavino, pervaso dallo Spirito Santo, chiese con lacrime: «Vi prego, santi di Dio, per il Signore Dio vostro, che mi mostriate chi è quel vostro Dio, che voi dite autore del cielo e della terra, e quale ricompensa vi attendete di ricevere da lui per i tanti tormenti che patite.» E i santi di Dio risposero di gran cuore: «O glorioso soldato, perché interroghi noi su di Lui? La sua potenza, grandezza e gloria nessun uomo né angelo potrà mai narrarla a sufficienza. Egli è onnipotentissimo e invisibile; è creatore di tutte le cose che sono in cielo e in terra, ed è giusto. È per amore di lui che noi patiamo questi tormenti.» Udendo queste cose, Gavino comandò di sciogliere i santi, e permise loro di andarsene liberi, scongiurandoli che pregassero per lui il Signore perché nella vita eterna meritasse di aver parte con loro. Frattanto i Santi di Dio si ritirarono in luoghi nascosti per pregare ogni giorno il Signore che dirigesse il loro corso alla salvezza e alla gloria eterna. E Gavino, lieto, rivolto con la mente a Dio, desiderava di arrivare alla corona del martirio.
VI) Il giorno seguente, di buon mattino, il preside si assise in tribunale e comandò che fossero portati al suo cospetto. I soldati andarono e annunziarono a Gavino di portare al preside gli uomini che aveva ricevuto in custodia. Alzatosi, il beato Gavino si avviò prontamente, e con coraggio disse: «Andiamo, e risponderò io per essi al preside.» Arrivato al pretorio, si presentò al preside. Il preside gli disse: «Perché non hai fatto venire con te quegli uomini malvagi e perversi che ti ho dato in custodia?» Rispondendo Gavino con volto fermo disse: «O preside, per la salute della tua vita, non li chiamare malvagi, perché se tu li conoscessi, li diresti giusti e santissimi. Infatti sono servi del Dio onnipotente che ha fatto il cielo e la terra, perciò non li ho potuti tenere. E anche io stesso confesso, adoro, benedico e glorifico lo stesso Dio; e per suo amore, se occorresse, mi sento disposto a morire. Non so quale ragione tu abbia che, per adorare idoli muti e vani, ti dia da fare per allontanare dal culto del vero Dio i suoi servi. Quando mai uno che conosce Dio diventa così insipiente da disprezzare il creatore e adorare l'opera che lui ha fatto? Poiché di essi sta scritto: hanno orecchie e non odono, narici e non odorano, non parlano con la bocca. E dei loro adoratori è detto: Siano confusi tutti quelli che adorano le sculture, e quelli che si gloriano dei propri simulacri. Perciò anche tu incorrerai nell'eterno incendio con gli stessi demoni.» Allora il preside, acceso di furore e d'ira come un lupo rapace, stridendo i denti contro il santo, comandò ai carnefici di arrestarlo, dicendo: «Toglietemi davanti costui; ha perso la ragione, è fuori di senno, disprezzando in giudizio gli ordini degli invittissimi principi; si abbia la morte che ha scelto seguendo colui che i giudei crocifissero e condannarono a morte turpissima. Ma perché i cristiani non vengano e lo venerino per santo, andate e decollatelo presso il lido del mare affinché né il suo corpo, ne la sua testa si possano più trovare, e gettatelo giù dalla rupe.» I soldati lo afferrarono, e con somma cautela e fretta corsero ad eseguire gli ordini del preside, compiendo il martirio del santo di Dio, a lode e gloria del Signore nostro Gesù Cristo, e a manifestazione dei prodigi e cose mirabili che l'onnipotente Dio si degna di mostrare fino al giorno d'oggi, affinché i fedeli vedano, intendano e magnifichino Dio che è glorificato nel Consiglio dei santi, grande e magnifico sopra tutti quelli che gli sono intorno.
VII) Mentre il beato Gavino veniva condotto al martirio, gli andò incontro una certa donna, devotissima, che fedelmente serviva Dio, nella cui famiglia il beato Gavino era stato frequentemente ospitato. Il suo marito era in campagna. Essa, vedendo il beato Gavino, pianse amaramente, e mossa a compassione, si avvicinò a lui e gli porse il fazzoletto che teneva in testa, dicendogli: «Gavino, fedelissimo servo di Dio, ti prego di prendere questo fazzoletto per velarti gli occhi al momento della tua decollazione.» Presolo, Gavino, si avviò al luogo del supplizio. Ma i soldati deridevano la donna, stimando che avesse spontaneamente perduto il fazzoletto. Il glorioso martire di Dio, piegate le ginocchia, fece questa preghiera al Signore, dicendo: «Ti ringrazio, clementissimo Dio, che ti sei degnato di mettermi nel numero dei tuoi fedeli, non per i miei meriti, ma per la tua sola misericordia; tu non vuoi la morte del peccatore, ma che si converta e viva. Benedico e glorifico te che per mezzo dei tuoi santi Proto e Gianuario hai fatto venire alla tua conoscenza me, misero peccatore, e mi hai fatto militare per te. Ti prego, clementissimo, di volgere lo sguardo sopra il popolo di questa terra e degnarti di radunarlo nel seno della madre chiesa, affinché conoscano te e il figlio tuo Gesù Cristo che hai mandato con lo Spirito Santo, e glorifichino il tuo nome perfetto e glorioso nei secoli dei secoli. Amen.» Essendosi poi alzato dall'orazione, si pose il fazzoletto agli occhi e, inclinata la testa, disse: «Nelle tue mani, Signore, raccomando il mio spirito.» E ricevuto il colpo di spada, attraverso la gloria del martirio, così passò al Signore. Ma l'onnipotente Dio, mirabile nei suoi santi, volle mostrare per suo mezzo grandi meraviglie, lui che opera tutto in tutti, magnifico e glorioso. Infatti, dopo, esso andò visibilmente alla spelonca dov'erano nascosti i santi di Dio Proto e Gianuario. Lontano dal luogo dove fu decollato, circa uno stadio, lo incontrò il marito della predetta donna, di nome Calpurnio, le cui bestie, affaticate dal peso, giacevano a terra e non riuscivano ad andare avanti. Avvicinatosi Gavino, lo salutò e lo aiutò a sollevare da terra gli animali, e gli rese il fazzoletto che gli aveva dato la moglie dicendo: «Infinite grazie alla vostra moglie per il suo beneficio; e Dio renda a voi una degna mercede.» Ritornato Calpurnio a casa sua, trovò sua moglie che piangeva dirottamente. Meravigliato Calpurnio di quella tristezza, le domandò il motivo. Essa rispose: «Barbaro ha fatto uccidere Gavino, padrone della nostra casa.» Le rispose lui: «Stai zitta donna, e smetti di piangere perché quello che tu dici non è vero, e lo capirai meglio: l'ho incontrato adesso vivo per la via, e mi ha incaricato di renderti questo fazzoletto con molte grazie.» Preso il fazzoletto la donna lo spiegò tutto, e trovò in esso gocce di sangue, lasciatevi dall'uccisione del martire. Il suo marito credette che ciò era vero. E piegate le ginocchia, glorificarono Dio onnipotente che, solo, aveva fatto cose mirabili.
VIII) Quanto poi al beato Gavino egli, lasciato Calpurnio, si recò subito alla spelonca dov'erano i santi, luogo che è denominato "suburbano", distante quattro miglia dalla città turritana ed esclamò a gran voce: «O sacerdoti di Cristo, e fortissimi principi del mio martirio, perché differite tanto la vostra corona dell'eterna gloria? Tornate in città e affrettatevi a ricevere la gloria della vittoria che ci ha preparato il Signore. Ecco io sono Gavino, fratello e consorte della vostra gloria; e vi aspetto perché vi ho preceduto nel martirio.» Allora i santi di Dio, udendo che Gavino era martire, e sentendo che Dio li chiamava, invitandoli alla corona per mezzo suo, lasciata la spelonca, uscirono e salmeggiando con grande gioia tornarono in città. Venne allora annunziato al preside che i santi, lasciati liberi da Gavino, erano presenti. Ciò udito, il preside si rallegrò e messosi in tribunale ordinò che glieli portassero. Appena li vide disse: «Dove siete stati finora?» Risposero: «Dacci Gavino per nostro assistente e lui ti dirà dove siamo stati.» Disse il preside: «Gavino, divenuto mago e disprezzatore degli ordini dei principi, l'ho mandato al vostro Cristo, dove fra poco, manderò anche voi.» Allora i santi esclamarono insieme prontamente: «Gloria a te nostro Dio che ci vuoi insieme con te!» E abbracciandosi vicendevolmente dissero ad alta voce: «andiamo e seguiamolo.» Sentendo ciò, il preside pronunziò la sentenza contro di loro: «Togliete questi pazzi di qui, e decollateli nello stesso luogo dove li ha preceduti Gavino; e, uccisi, trovino quel Cristo che sempre amarono.» Detto ciò, adirato, si alzò dalla sedia. Intanto i santi, andando al luogo del martirio, salmeggiavano per via dicendo: «Beato l'uomo di integra condotta, che cammina nella legge del Signore.» Durante il percorso, Proto disse ai soldati: «Conduceteci nel luogo stesso dove Gavino ci ha preceduto.» Finiti i salmi, arrivarono al luogo dove egli era stato decollato. Stando in piedi, il beato Proto fece orazione al Signore e quando Gianuario ebbe risposto "Amen", con volto lieto si baciarono, e furono percossi con la spada. Poi di notte, vennero uomini pii, presero i venerabili corpi dei santi e, cospargendoli di aromi, li seppellirono in luogo adatto, dove avvennero molte cose meravigliose a lode e gloria del nostro Signore Gesù Cristo. Infatti nel medesimo luogo fuggono i demoni, e tutte le persone che vi accorrono ricevono subito il beneficio della guarigione da qualsiasi infermità che abbiano. Il beato Gavino fu decollato il 25 ottobre, imperando Diocleziano e Massimiano, empissimi imperatori, e regnando il nostro Signore Gesù Cristo sopra i suoi fedeli, cui va l'onore e la gloria, la forza e l'impero ora e sempre, per gli infiniti secoli dei secoli. Amen.”»

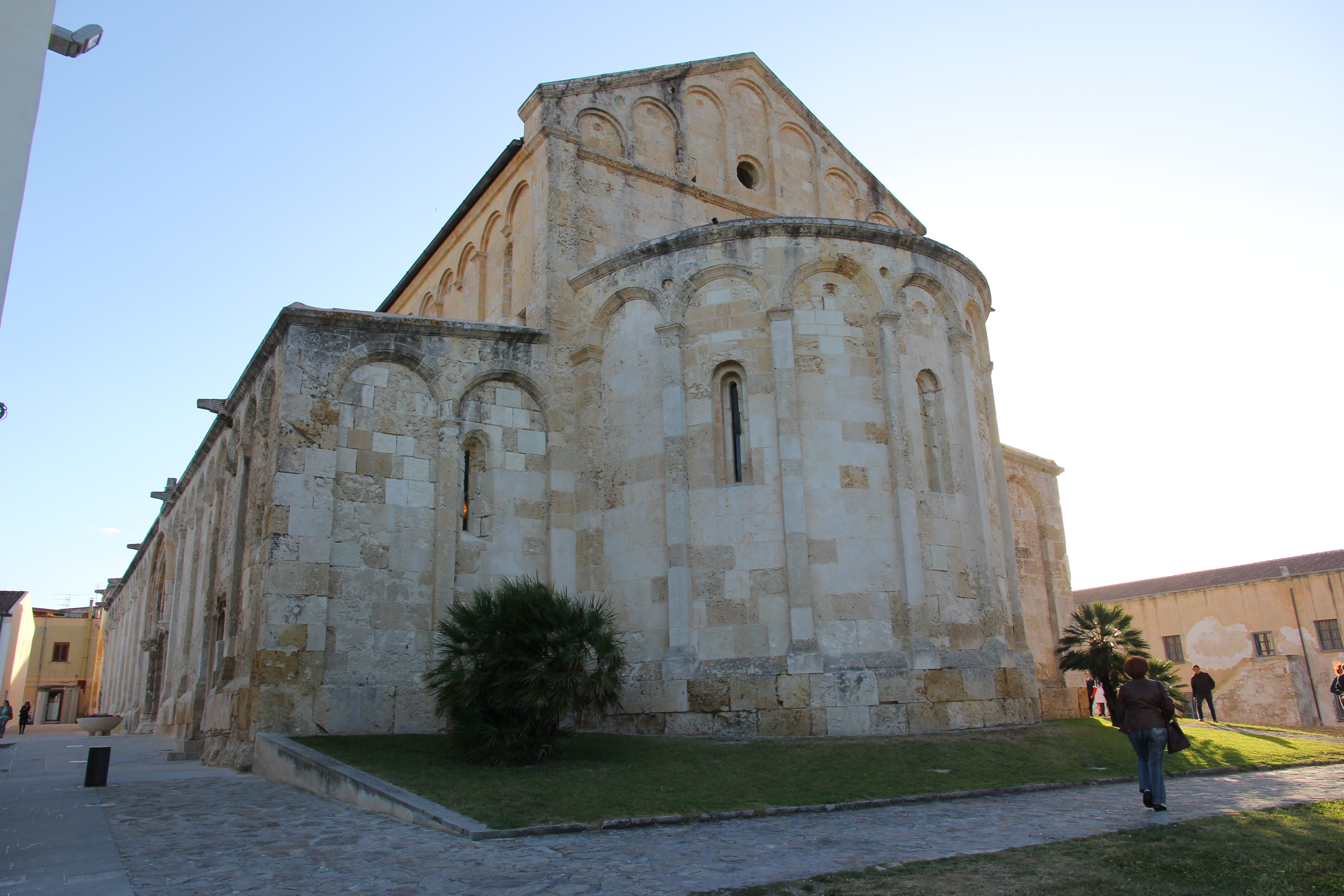
La basilica di Porto Torres dedicata al santo

Fin qui il racconto semi-leggendario dei martiri turritani.
Un altro importante documento sul ritrovamento dei corpi dei martiri turritani ma anche sull'origine del Giudicato di Torres e sull'edificazione della basilica di S. Gavino a Porto Torres è il Condaghe di San Gavino:
La narrazione
Durante il suo regno il giudice Comita si ammalò di lebbra a tal punto che non gli si vedevano gli occhi, era immobilizzato e veniva assistito dalla madre e dalle sorelle che lo spostavano da un letto all'altro. Durante la sua malattia Giorgia fece guerra a Ubaldo di Gallura, lo vinse in campo, lo catturò e lo portò prigioniero al castello di Ardara. Durante la malattia, S. Gavino apparve a Comita nella sua stanza e gli disse di alzarsi, di recarsi al porto di Torres, in un luogo chiamato Monte Agellu e di costruirvi una chiesa da intitolare ai martiri Gavino, Proto e Gianuario, sepolti a Balay. Comita aprì gli occhi e nel dormiveglia vide S. Gavino che gli ripeté l'invito. Consapevole della visione che aveva avuto, il giudice chiamò la madre e parlò della bellezza del santo che gli
era apparso. Grande fu la meraviglia della madre, delle sorelle e dei lieros, nel constatare che aveva ripreso a parlare, per cui fu ringraziato Dio. Fu ordinato un raduno generale di sudditi logudoresi e arborensi alla villa di Kerqui o a Porto di Torres. Comita fu raggiunto alla corte di Chidarone da sudditi di Silche, Enene, Bosue, e trasportato in una lettiga al villaggio di Otau, dove si trattenne 15 giorni. Fu fatta dagli abitanti di Otau un'indagine per individuare dove fosse situato il monte Agellu e infine Guantine de Churcas, in base a ricordi giovanili, segnalò che la località era nei pressi del porto di Torres. Qui fu portato il giudice Comita.
La notte gli apparve un cavaliere vestito di bianco, che cavalcava sulle onde del mare ma non veniva bagnato, come se si muovesse sulla terra. Il cavaliere gli disse che era quello il luogo dove costruire la chiesa. Al primo colpo di zappa dato per la costruzione della chiesa, Comita sarebbe guarito.
Comita si svegliò e si fece portare sul luogo consigliatogli da S. Gavino. Uscito dalla portantina diede con le sue mani tre colpi di zappa. Quindi fece costruire una capanna dove si sistemò per passare la notte. Il giorno dopo si alzò guarito dalla lebbra. Grandi ringraziamenti furono fatti a Dio dalla madre dalle sorelle e da tutto il suo seguito. La notte successiva S. Gavino gli riapparve in sogno e gli suggerì quali dimensioni doveva avere la nuova chiesa. Una nave fu inviata a Pisa per richiedere l'intervento
di 11 capomastri scelti tra i migliori. Iniziarono le opere di costruzione. Allo stesso tempo, convocato il clero, Comita iniziò le ricerche dei corpi dei martiri a Balay. Le ricerche durarono tre giorni. Il quarto Caterina fece accendere un fuoco e bruciare incenso. La direzione del fumo indicò il luogo di sepoltura dei tre martiri. Il sepolcro fu aperto e i santi apparvero belli come se fossero vivi, con tutte le unghie, i capelli, le membra. Poco dopo il ritrovamento Comita morì.
Non appena terminata la chiesa di S. Gavino, Caterina riunì i maggiorenti del Logudoro e dell'Arborea nella villa di Kerqui per ottenne che il figlio di Comita, Orgodori, fosse nominato giudice di entrambi i giudicati. Nello stesso villaggio si decise di inviare a Roma un'ambasceria; ne fecero parte Gonnari Cabrinu e suo fratello Guantinu, di Pozzomaggiore, Iorgi Pinna e Gonnari de Serra, del villaggio di Thaylo, Guantine de Martis e suo fratello Ioanne, di Torralba. Erano incaricati di portare una somma di danaro, che fu preparata nella chiesa di S. Gavino e richiedere che un cardinale venisse in Sardegna per consacrare la chiesa e canonizzare i corpi dei martiri. Il giovane Orgodori disse alla zia di essere preoccupato per la grande spesa, ma quella lo tranquillizzò dicendogli che le risorse economiche del giudicato si sarebbero esaurite solo quando non ci fosse più stata acqua nel ponte di Torres o nel ponte di Oristano. L'ambasceria ottenne che su cardinale de primis, ossia de Italia venisse a Porto Torres per le finalità suddette.
Caterina e tutti i lieros del Logudoro chiesero al legato pontificio la consacrazione e le indulgenze di rito. Sia il legato che vescovi ed arcivescovi che visitarono la chiesa concessero indulgenze. La chiesa fu consacrata il 4 maggio del 517.»

## Il culto del santo
L'effettiva storicità di questa figura non è oggetto di discussione, anzi, il suo culto è profondamente radicato in tutta la Sardegna, dai primi secoli cristiani, tanto che al nome di Gavino sono state intitolate numerosissime chiese e un monastero (intitolato ai sanctorum Gavini atque Luzurii) è citato già da papa Gregorio Magno nel 599. Secondo il Condaghe di Nostra Signora di Saccargia il culto del santo era molto sentito e diffuso nel giudicato di Torres agli inizi del XII secolo, quando viene datato un pellegrinaggio che i giudici Costantino e Marcusa avrebbero svolto con un folto seguito da Ardara a Torres, dove sorge la grande basilica dedicata proprio a San Gavino, la chiesa più grande della Sardegna. 
La grande basilica romanica di Porto Torres a tre navate e due absidi, sorta intorno all'XI secolo su di un'area cimiteriale paleocristiana, è il più notevole monumento romanico dell'isola, per imponenza e pregio architettonico. La sua costruzione sarebbe opera del primo Giudice di Torres, Comita, che ne avrebbe iniziato la costruzione che, in seguito, si concluse quando era giudice suo figlio Orgodori. Nella sua cripta sono conservate le reliquie dei martiri turritani, rinvenute nel 1614 per opera dell'arcivescovo di Sassari Gavino Manca de Cedrelles. La cripta è preceduta da un elegante ingresso barocco con i simulacri dei tre santi martiri di Torres più quelli di Sant'Antioco "di Torres" (a torto creduto quello di Sulcis mentre potrebbe essere un omonimo santo locale), di San Gabino, e altri santi martiri turritani.

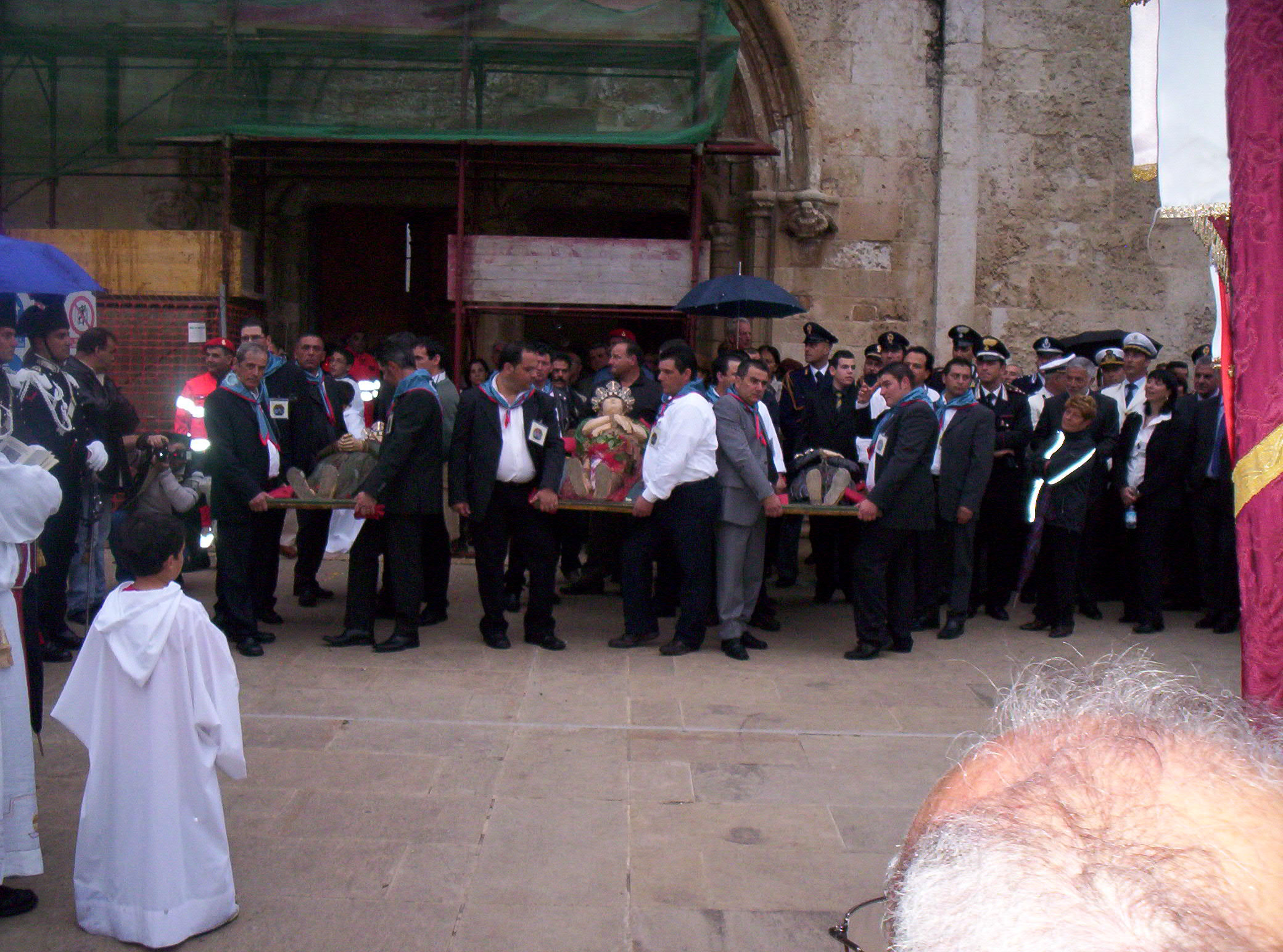
I martiri turritani durante la processione di san Gavino del 2008

San Gavino è festeggiato solennemente a Porto Torres il lunedì dopo Pentecoste (la Festha Manna, la festa grande), mentre il 25 ottobre se ne celebra la sola festa liturgica in tutta la Provincia Ecclesiastica. È il patrono di Sassari (assieme a San Nicola di Bari e alla Madonna delle Grazie) e dell'omonima Diocesi e Provincia metropolitana, di Muros in provincia di Sassari, di Gavoi, Illorai, Esporlatu, nel Goceano e Oniferi in provincia di Nuoro, dove si festeggia il 25 ottobre, e del comune di Camposano. È anche patrono dell'Ospedale Conti di Sassari. Il paese di San Gavino Monreale ne prende il nome per la presenza della Chiesa a lui dedicata, e lo festeggia il 30 maggio.
San Gavino (Santu Bainzu) viene festeggiato la prima domenica di ottobre a Borore, piccolo comune della Sardegna Centrale, a cui è dedicata una chiesa campestre a pochi chilometri dal centro abitato, in prossimità dell'omonimo nuraghe e tomba di giganti. Sempre il 25 ottobre viene festeggiato a Monti di cui è anche santo patrono. Lo stesso mese di ottobre, d'altronde, prende il nome sardo di Santu Bainzu/Baingiu in numerose parti dell'Isola.
Il Martirologio Romano invece riporta come data commemorativa di San Gavino il 30 maggio, data nella quale in Sardegna si ricorda invece San Gabino di Torres (l'errore si deve al cardinale Cesare Baronio che considerò il Gavino di ottobre una duplicazione della festa di maggio e lo espunse dalla sua edizione del Martirologio).